# 查德國家奧林匹克和體育委員會
乍得國家奧林匹克和體育委員會（Chad National Olympic and Sports Committee）是乍得的國家奧林匹克委員會和體育部門。該組織成立於1963年，是國際奧委會和非洲國家奧林匹克委員會聯合會的成員。1964年，首次派員參加在日本東京舉行的夏季奧運會。
現時，乍得國家奧林匹克和體育委員會的總部設在恩賈梅納，主席是Hisseine Ngaro。 

## 資料來源
1. ↑  .   [2014-03-31]. （原始内容存档于2016-08-13）.